# فورت ایم والد
شهر فورت ایم والد (به آلمانی: Furth im Wald) در ایالت بایرن در کشور آلمان واقع شده‌است.